# کنت جانسون (تهیه‌کننده تلویزیونی)
کنت جانسون (انگلیسی: Kenneth Johnson؛ زادهٔ ۲۶ اکتبر ۱۹۴۲) یک تهیه‌کننده تلویزیونی، فیلم‌نامه‌نویس، و کارگردان اهل ایالات متحده آمریکا است. وی از سال ۱۹۶۸ میلادی تاکنون مشغول فعالیت بوده‌است.
از فیلم‌ها یا مجموعه‌های تلویزیونی که وی در آن‌ها نقش داشته است می‌توان به زن بیونیک (زن اتمی) اشاره نمود.